# Da Lou
Louise Cristine Machado (Rio de Janeiro), 13 de setembro de 1983) é uma cantora e compositora brasileira de Pop rock. Ex-participante do Festival de Dança de Joinville e do Coral da Univille, selecionada com o grupo Coletivo XYZ para a 40ª Coletiva de Artistas, monitora da Bienal de Porto Alegre e professora de artes. Louise Cristine Machado já fez um pouco de tudo para mostrar como é multitalentosa, mas sua verdadeira vocação está mesmo na música. Adepta do violão desde os 17 anos, gravou seu primeiro single "A noite" em parceria com o produtor Rick Bonadio.

## Carreira

### 2012: A noite e Fabrica dos sonhos
Da Lou é a primeira artista a participar do projeto "Fábrica de Sonhos" em 2012, promovido pelo produtor musical Rick Bonadio, que produziu Mamonas Assassinas, NX Zero, Rouge, Charlie Brown Jr. e entre outros. Ela foi a escolhida pelo produtor numa ação na web que pedia para que músicos de todo o Brasil enviassem seus trabalhos ao produtor. Da lou então enviou um vídeo caseiro de sua música "A noite" cuja canção foi escolhida para participar do projeto. Rick Bonadio levou Da Lou para São Paulo para gravar no estúdio da Midas Music. Após finalizar o trabalho Rick ficou encantado com a vibe de Da lou, e disse que se a música estourasse em sua terra natal, ele iria chama-lá para gravar um CD. "A noite" virou o primeiro single de sua carreira, e ganhou um videoclipe.

### 2013–presente
Em 16 de setembro de 2013, uma ano após o single "A noite" Da lou lança no dia de seu aniversário o videoclipe da música "Teu Olhar". Em outubro de 2013, Da Lou participou do programa de TV Xuxa da Rede Globo, no quadro de Calouros.
Em 15 de novembro de 2014, o telejornal Jornal do Almoço RBS TV da Rede Globo fez a estreia do seu novo single "Perdi meu tempo" divulgando o seu videoclipe.

## Discografia

### Singles
| Título            | Ano  | Álbum |
| ----------------- | ---- | ----- |
| "A noite"         | 2012 | —     |
| "Teu Olhar"       | 2013 | —     |
| "Perdi Meu Tempo" | 2014 | —     |